# أمين زكي
أمين محمد زكي (1941 - 6 يوليو 2019) هو لاعب كرة قدم سوداني سابق.
لعب مع نادي الهلال وحقق معه العديد من الألقاب، كما لعب موسماً واحداً مع النادي الأهلي المصري. وكان قائد منتخب السودان لكرة القدم الذي حقق بطولة كأس الأمم الإفريقية 1970.

## الإنجازات

### الهلال
- دوري السودان العام (5): 1962، 1964، 1965، 1966، 1969.

### المنتخب الوطني
- كأس الأمم الإفريقية (1): 1970.

## الوفاة
توفي أمين زكي في 6 يوليو 2019 عن عمر ناهز الثمانية والسبعين عاماً وذلك بعد صراع طويل مع المرض، ونقل جثمانه من العاصمة المصرية القاهرة ودُفن في مقابر حلة حمد بمدينة الخرطوم بحري.